# 王机春
王機春（1988年9月13日—）生于全羅北道井邑市，是一名韩国前柔道运动员。他曾经获得2008年夏季奥林匹克运动会柔道男子73公斤级亚军。